# Hamadasuchus
Hamadasuchus es un género extinto de crocodilomorfo sebecio. Sus fósiles se han encontrado en la Formación Kem Kem que aflora en el sureste de Marruecos. Estos lechos datan de entre las épocas del Albiense al Cenomaniense en el Cretácico Superior. Fue asignado inicialmente a la familia Trematochampsidae. Los rasgos diagnósticos del género incluyen sus dientes comprimidos mediolateralmente y con bordes aserrados. Tenía un hocico alto una dentadura levemente heterodonta con tres morfologías dentales presentes en secciones de la mandíbula.